# Тобілевичі

Шляхетський герб роду Тобілевичів «Трживдар»

Тобіле́вичі (Тубєлевичі-Тубілевичі) — старовинний український шляхетський рід білорусько-литовського та польського походження, представники якого зробили видатний особистий внесок у справу відродження національної ідентичності українського народу та культурно-мистецького розвитку українського національного професійного реалістичного театру. Видатний український письменник Олесь Терентійович Гончар свого часу особисто назвав цей славетний рід «женьшеневим кущем українського народу».

## Родинне походження
Коріння роду Тобілевичів (Тубєлевичів-Тубілевичів) сягає XIV століття та пов'язане з Великим Князівством Литовським. Існує думка, що походження прізвища Тобілевич (за давніми паперами = Тубєлевич або Тубілевич) пов'язане зі словом «тубілець» — «корінний мешканець певної землі, місцевості, території (на відміну від прийшлого населення)». Вказаний термін вживається в актах Великого Князівства Литовського середини XVI століття. Фамільним гніздом цього роду є колишнє село Тубєлевичі (Тубілевичі) Лідського повіту Віленського воєводства Великого Князівства Литовського (зараз — околиця села Кульпи Лідського району Гродненської області Республіки Білорусі).
Шляхетська нобілітація роду Тобілевичів (Тубєлевичів-Тубілевичів) та отримання родом герба від Короля Польського та Великого Князя Литовського Сігізмунда сталися ще близько 1563 року. Перший відомий нам предок української гілки роду Тобілевичів (Тубєлевичів-Тубілевичів) — шляхтич Михайло (Міхал) Тобілевич (Тубєлевич-Тобілевич) герба «Трживдар», який народився приблизно 1685 року. Від шлюбу зі шляхтянкою Розалією Зарницькою (Жорніцькою) він мав сина — шляхтича Антона (Антонія) Тобілевича (Тубєлевича-Тубілевича) герба «Трживдар», 1710 року народження. Шляхтичі Тобілевичі (Тубєлевичі-Тубілевичі) свого часу мали невеликі земельні маєтності, однак згодом через повне розорення власної землі у них не стало й вони перетворилися на неосідлих шляхтичів-чиншовиків.
Від шлюбу шляхтича Антона (Антонія) Тобілевича (Тубєлевича-Тубілевича) герба «Трживдар» та шляхтянки Маріанни Шандровської герба Сас народився син — шляхтич Семен (Шимон) Тобілевич (Тубєлевич-Тубілевич) герба Трживдар, запис про хрещення якого 28 жовтня 1742 року було внесено до Метричної книги Римо-католицького парафіяльного костьолу села Щурівці Заславського повіту Волинського воєводства Речі Посполитої Польської (зараз — село Щурівці Ізяславського району Хмельницької області).
У 1770-х роках шляхтич Семен (Шимон) Тобілевич (Тубєлевич-Тубілевич) герба «Трживдар», очевидно, у зв'язку з новим місцем служби, поселився у містечку Турія Чигиринського повіту Київського воєводства Речі Посполитої Польської (зараз — село Турія Новомиргородського району на Кіровоградщині). Він займав на той час значну посаду Митного Стражника Української Провінції Коронного Скарбу Речі Посполитої Польської.
Від шлюбу шляхтича Семена (Шимона) Тобілевича (Тубєлевича-Тубілевича) герба «Трживдар» та шляхтянки Барбари Шандровської герба Сас (народилася 1760 року) з'явилися на світ діти:
- шляхтянка Устина Тобілевич (Тубєлевич-Тубілевич) герба «Трживдар» (народилася 1778 року)
- шляхтянка Єва Тобілевич (Тубєлевич-Тубілевич) герба «Трживдар» (народилася 1779 року)
- шляхтянка Юзефа Тобілевич (Тубєлевич-Тубілевич) герба «Трживдар» (народилася 1782 року)
- шляхтич Адам Тобілевич (Тубєлевич-Тубілевич) герба «Трживдар» (народився 1793 року)
- шляхтич Вікентій (Вінцентій) Тобілевич (Тубєлевич-Тубілевич) герба «Трживдар» (народився 1794 року).

Після приєднання Правобережної України до Російської імперії, згідно з Указом Катерини ІІ від 21 квітня 1785 року для затвердження у російській дворянській гідності польська шляхта повинна була довести своє шляхетське походження. Рід шляхтичів Тобілевичів (Тубєлевичів-Тубілевичів) надав свої документи на розгляд до Київського Дворянського Депутатського Зібрання, яке своєю Постановою від 15 квітня 1804 року внесло рід Тобілевичів до І частини Родовідної книги дворян Київської губернії. Київська Губернська Ревізійна Комісія, переглянувши справу 19 серпня 1838 року, відмовила у затвердженні роду в дворянстві. Процес доведення дворянства роду Тобілевичів та розгляд справи у Департаменті Герольдії Урядового Сенату Російської Імперії тягнувся десятки років.
Після придушення третього польського повстання 1863—1864 років, за Височайшим Указом від 1864 року, розгляд прав на дворянство родів, які походили з колишньої польської шляхти, був припинений. Тобілевичі потрапили до категорії родів, які з 1 січня 1865 року записувалися до податкових станів з правом знову довести свої шляхетські права з 2 січня 1868 року. На той час частина представників цього старовинного шляхетського роду вже була чиновниками, решта вийшли у міщани та навіть селяни, проте вони не відмовилися від подальших клопотань про визнання у російському спадковому дворянстві.
Однак Урядовий Сенат Російської Імперії через недостатність зібраних документів та помилку в написанні прізвища (у давніх паперах значилося Тубелевич або Тубілевич, а у нових — Тобілевич або Тобелевич) все-ж таки відмовив у визнанні спадкового дворянства роду Тобілевичів. Родинні клопотання про визнання дворянського походження згодом описав у своїй знаменитій комедії «Мартин Боруля» (написана 1884 року) видатний український драматург Іван Карпович Тобілевич (літературний та сценічний псевдонім — Іван Карпенко-Карий).
Перша дружина Івана Карповича Тобілевича (Карпенка-Карого) — спадкова польська шляхтянка Надія Карлівна Тарковська (1852—1882) була генеалогічно пов'язана зі старовинними українськими шляхетськими родами Гуляницьких та Кардасевичів (Кардашевичів). Друга дружина — спадкова польська шляхтянка Софія Віталіївна Дитківська була племінницею польського революційного діяча Северина Сіраковського та далекою родичкою щирого друга Тараса Григоровича Шевченка, видатного польського революціонера Зигмунта Сєраковського.
Як типові представники українського народу, представники роду Тобілевичів були зображені на відомій картині російського та українського художника Рєпіна Іллі Юхимовича «Запорожці пишуть листа турецькому султану». Прототипом славетного Кошового отамана Запорозької Січі Сірка Івана Дмитровича став Тобілевич Микола Карпович (літературний та сценічний псевдонім — Микола Садовський), а хрестоматійного козака Тараса Бульби — його брат Тобілевич Панас Карпович (літературний та сценічний псевдонім — Панас Саксаганський). В образі козацького писаря змальований відомий історик запорозького козацтва, академік Яворницький Дмитро Іванович (1855—1940).

## Шляхетський герб роду Тобілевичів
Рід Тобілевичів (Тубєлевичів-Тубілевичів) належав до гербового шляхетства та використовував старовинний польський герб «Трживдар» (або ж «Тривдар»), опис якого міститься у праці дослідника Олександра Лакієра «Российская геральдика» (Санкт-Петербург, 1850): «250. Трживдар (Trzywdar) — у червоному полі три срібних хрести, з яких два цілих, а третій зі зламаним кінцем. Вони сходяться між собою подібно до літери «Y». У трьох кутах, що створюють хрести, розміщується по золотій зірці. На шоломі три страусових пір'їни (табл. XXII, мал. 25). Назву цього прапора геральдисти пояснюють тим, що у цьому гербі будь-яка фігура показана по три рази. Пор. герб Новицький».

## Видатні та відомі представники роду
- Тобілевич Іван Карпович (літературний та сценічний псевдонім — Іван Карпенко-Карий; 17 (29 вересня) 1845 — †02 (15 вересня) 1907) — видатний український драматург, актор, режисер; корифей українського національного професійного театру;
- Тобілевич Марія Карпівна (сценічний псевдонім — Марія Садовська-Барілотті; у шлюбі — Барілотті; *квітень 1855 — †27 березня 1891) — українська співачка та драматична артистка; корифей українського національного професійного театру;
- Тобілевич Микола Карпович (літературний та сценічний псевдонім — Микола Садовський; *01 (13 грудня) 1856 — †07 лютого 1933) — український актор та режисер, був одним із основоположників українського національного професійного театру;
- Тобілевич Микола Миколайович — син Миколи Карповича Тобілевича (Садовського), ад'ютант отамана Юрія Тютюнника, підполковник Армії Української Народної Республіки, відомий політичний діяч Уряду Української Народної Республіки в екзилі;
- Тобілевич Панас Карпович (літературний та сценічний псевдонім — Панас Саксаганський; *03 (15 травня 1859 — †17 вересня 1940) — український актор, режисер, театральний діяч; корифей українського національного професійного театру;
- Тобілевич Софія Віталіївна (до шлюбу Дітковська; *03 (15 жовтня) 1860 — †07 жовтня 1953) — українська акторка, письменниця; корифей українського національного професійного театру;
- Тобілевич-Кресан Марія Іванівна (*19 грудня 1883 — † 01 жовтня 1957) — українська письменниця-перекладачка та театральна діячка.
- Тобілевич Євген Петрович (сценічний псевдонім — Євген Рибчинський) — співак і характерний актор. Актор Театру Миколи Садовського.

## Пам'ять
- У листопаді 2015 року один з провулків міста Новомиргорода Кіровоградської області було названо провулок Тобілевичів.

## Використані джерела та література
- Енциклопедія українознавства
- Наталія Грабар. До реконструкції родоводу Тобілевичів.  (укр.)
- Тобілевич С. В. Мої стежки і зустрічі / С. В. Тобілевич. — К., 1957.
- Довідник з історії України
- Тобілевич В. «Моє життя — театр» / В. Тобілевич // Зоря. — 1995. — № 14-15. — С. 03.
- Тобілевич В. Скарб Карпа Тобілевича / В. Тобілевич // Народне слово. — Кіровоград, 2005. — 20 травня. — С. 04.
- Тобілевич В. Сподвижниця Карпенка — Карого / В. Тобілевич // Народне слово. — Кіровоград, 2005. — 15 жовтня. — С. 02.
- Ярош В. Ще раз про Борулю: Нове з біографії драматурга / В. Ярош // Кіровоградська правда. — Кіровоград, 1982. — 07 липня.
- Приватний архів Тобілевича Богдана Вікторовича, нащадка роду Тобілевичів, історика та краєзнавця міста Олександрії Кіровоградської області.
- Тобілевич Назар. Невідомі факти з історії роду Тобілевичів / Назар Тобілевич // Українська культура. — місто Київ, 1995. — № 11—12. — С. 16—17.
- Чернецький Євген. Тобілевичі / Євген Чернецький // День. Щоденна всеукраїнська газета. — 2012. — 16-17 листопада. — № 209–210. — C. 15
- «Долі нащадків І.К. Карпенка-Карого (Тобілевича)»

## Фамільні фотосвітлини Тобілевичів
- Світлини Тобілевичів